# John Birkinshaw
John Birkinshaw (egyes forrásokban Berkinshaw vagy Birkenshaw) 19. században élt angol vasműves és vasútmérnök, a sínhengerlés kifejlesztője.

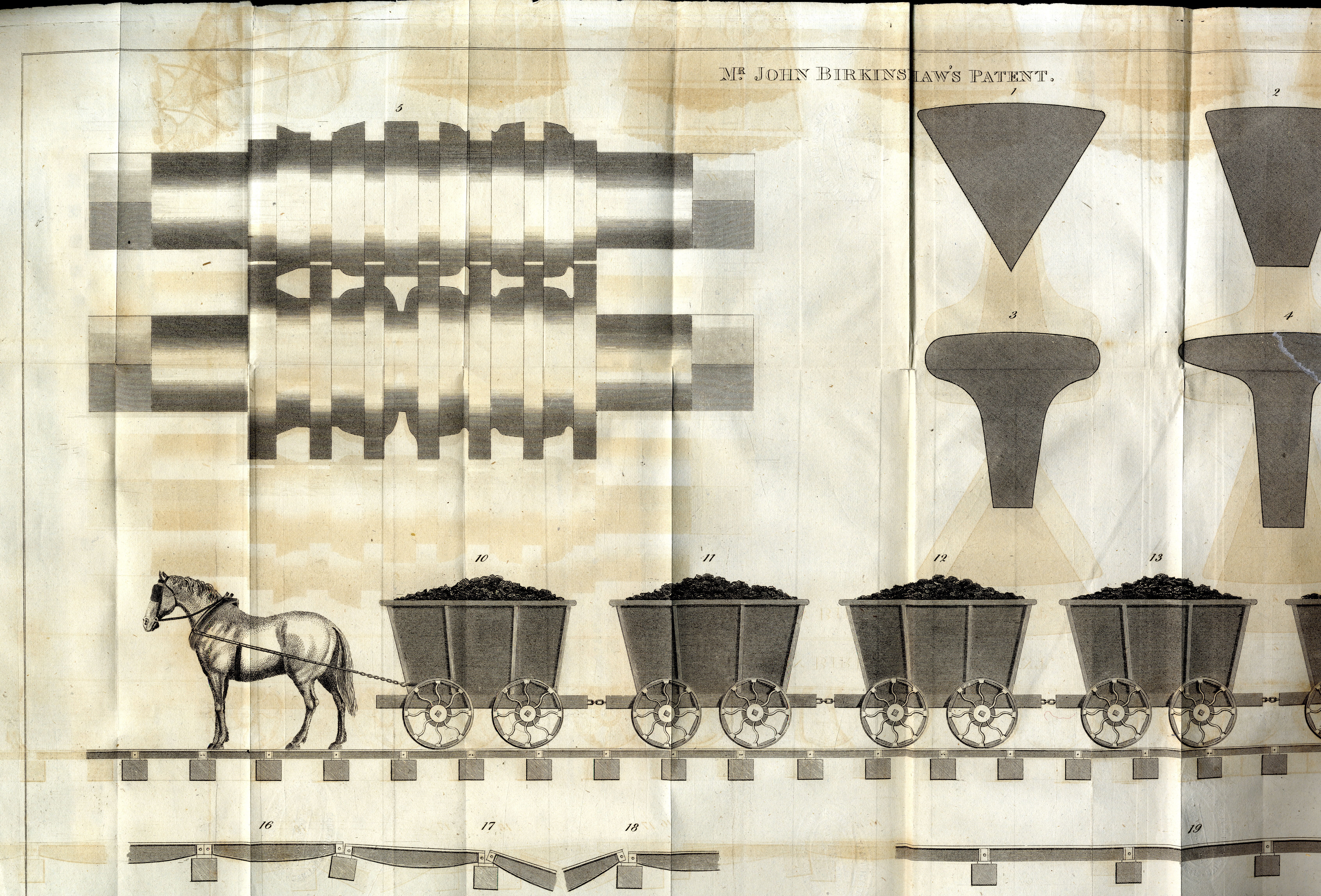

## Élete, munkássága
A 18. század végén a vasúti pályákat vaslemezekkel borított fagerendákból, majd később, a William Jessop által kifejlesztett rövid, 3 láb (körülbelül egy méter) hosszú öntöttvas sínekből építették. A törékeny Jessop-féle sínt csak alacsony sebesség mellett, viszonylag könnyű járművek viselésére használhatták, holott Richard Trevithick már 1804-ben megépítette az első gőzmozdonyt.
Az Anglia északkeleti részén fekvő Bedlingtonból származó Birkinshaw 1820-ban szabadalmaztatta a vasút fejlődésében fontos találmányt, a sínhengerlést. A 15 láb (mintegy 4,5 m) hosszú hengerelt, kovácsoltvas sínekből készült vasúti pálya alkalmassá vált a nagy tömegű gőzgépek közlekedtetésére.
A vasútkorszakot elindító angliai Stockton–Darlington-vasútvonal építésénél George Stephenson 1821-től Birkinshawtól szerezte be a síneket, annak ellenére, hogy Stephenson társával, William Losh-sal képes volt jó minőségű öntöttvas termékek gyártására.

## Fordítás
- Ez a szócikk részben vagy egészben  a   John Birkinshaw című angol Wikipédia-szócikk fordításán alapul.  Az eredeti cikk szerkesztőit annak laptörténete sorolja fel. Ez a jelzés csupán a megfogalmazás eredetét és a szerzői jogokat jelzi, nem szolgál a cikkben szereplő információk forrásmegjelöléseként.